# Uzel
Uzel település Franciaországban, Côtes-d’Armor megyében. Lakosainak száma 1134 fő (2022. január 1.). Uzel Allineuc, Merléac, Saint-Hervé, Saint-Thélo és Plœuc-L'Hermitage községekkel határos.

## Népesség
A település népessége az elmúlt években az alábbi módon változott:
| Lakosok száma | 899  | 990  | 943  | 990  | 1122 | 1068 | 1046 | 1053 | 1080 | 1134 |
|               | 1968 | 1982 | 1990 | 2006 | 2013 | 2015 | 2017 | 2019 | 2020 | 2022 |